# Peperomia pyramidata
Peperomia pyramidata är en pepparväxtart som beskrevs av Luis Aloysius, Luigi Sodiro. Peperomia pyramidata ingår i släktet peperomior, och familjen pepparväxter. Inga underarter finns listade i Catalogue of Life.